# Каримгандж (город, Индия)
Каримгандж (англ. Karimganj, ассам. কৰিমগঞ্জ, бенг. করিমগঞ্জ) — город в Индии, административный центр округа Каримгандж штата Ассам.

## История
Во времена колониального господства англичан в Индии Каримгандж входил в состав бенгальского округа Силхет. Однако в 1947 году, при разделении Британской Индии на Индию и Пакистан, восточная часть округа Силхет, вместе с городом Каримгандж, была передана Индии — тогда как западная часть вошла в Восточный Пакистан, и стала управляться округом Кашар. В 1983 году город Каримгандж становится административным центром одноимённого округа.

## География
Каримгандж расположен в восточной части Индии, на юге штата Ассам, непосредственно на границе с Бангладеш. Границу эту образует река Кушияра, являющаяся одним из рукавов реки Барак, на южном берегу которой и лежит Каримгандж. Долина Барака окружена с трёх сторон горами, изолирующими её от остальной части Ассама. В то же время исторические и культурные связи объединяют жителей долины Барак с восточной Бенгалией (то есть нынешней Бангладеш). Ближайшим городом к Каримганджу является находящийся в 50 километрах от него, в Бангладеш, Силхет. Большинство населения Каримганджа, как и всей долины Барак, говорит не на официальном в Ассаме ассамском, а на бенгальском языке.

## Транспорт
Через Каримгандж проходит индийская национальная трасса 44 (National Highway 44), соединяющая Шиллонг и Агарталу. Город находится на железнодорожной линии Силчар — Агартала.